# 알파르와니야주
알파르와니야주(아랍어: الفروانية)는 쿠웨이트 중부에 위치한 주로 주도는 알파르와니야이며 면적은 190km2, 인구는 913,692명(2007년 기준)이다. 쿠웨이트에서 인구가 가장 많은 주이며 쿠웨이트에서 유일하게 바다와 맞닿아 있지 않은 주이다.
동쪽으로는 하왈리주와 무바라크알카비르주, 남쪽으로는 알아마디주, 서쪽으로는 알자라주, 북쪽으로는 수도주와 접한다. 쿠웨이트에 있는 대표적인 휴양 시설과 상업 지역이 이 곳에 있다.